# Ana Zaninović
Ana Zaninović (Split, 26. lipnja 1987.)  hrvatska je tekvandoašica te europska i svjetska prvakinja.

## Životopis

### Športska karijera
Najveći uspjeh u karijeri joj je osvajanje naslova svjetske prvakinje 2011. godine u južnokorejskom Gyeongjuu, također osvojila je i srebrnu medalju na Svjetskom prvenstvu u Pekingu 2007. godine.
Njezina sestra blizanka Lucija Zaninović europska je prvakinja, obje su članice Taekwondo kluba Marjan.

## Vanjske poveznice
- http://www.taekwondodata.de/ana-zaninovic.a9w0.html